# 真木島昭光
真木島 昭光 / 槇島 昭光（まきしま あきみつ）は、戦国時代から江戸時代初期にかけての武将。足利将軍家、豊臣氏の家臣。室町幕府の奉公衆、宇治槇島城主でもある。姓は、真木嶋、槇嶋、槙島などとも表記される。

## 生涯
一色氏の一族である一色信濃守輝元（輝光）の子として誕生。輝元が山城国の槇島城を与えられて、真木島（槇島）を姓とする。幕府に奉公衆の一員として仕えた。ただし、真木島（槇島）氏に関しては9代将軍・足利義尚の奉公衆として「真木嶋六郎藤原光通」の名前があり、輝元父子がその末裔あるいは同家の養子であった可能性もある。しかし、昭光は桃井氏の末裔とも称している。
室町幕府15代将軍・足利義昭の側近として、義昭の偏諱を受け、昭光と名乗る。昭光の名が幕臣として登場するのは、義昭の時代に入ってからである。
織田信長と対立した足利義昭を迎え、反信長の兵を挙げた義昭を自身の居城に入れ、織田氏と戦うが、降伏して開城した（槇島城の戦い）。
その後、義昭は信長に京都を追われ流浪するが、昭光は義昭に従い、河内国の三好義継や中国地方の毛利輝元らの許へと随行した。同じく幕臣であった一色藤長が中国地方への下向に加わらず義昭の下を去った後は義昭の側近の筆頭となる。
義昭が毛利氏の庇護の下、備後国鞆の浦において御所を構え将軍としての活動（鞆幕府）を再開し、京都復帰のため反信長同盟（信長包囲網）の再構築を目論むと、将軍側近の筆頭として一色昭秀や上野秀政（堀孫四郎、郡大和守。昭光の娘婿）らと共に使者や御内書の添状の作成などに携わった。
信長が死去し豊臣秀吉が台頭した後も義昭の近臣として仕え、室町幕府再興のために薩摩国の島津氏への援助要請を行ったり、豊臣秀吉と誼を通じ、義昭の京都への帰還の実現にも関わった。
天正16年（1588年）7月、毛利輝元が豊臣政権への帰服のため上京した際、義昭の奏者としての任務を果たした。
慶長2年（1597年）8月、義昭が死去すると、西笑承兌と共に秀吉の命を受けて葬儀を担当した。
義昭の死後、豊臣氏に2,000石で仕えて、奏者番を務めた。
秀吉の死後、豊臣秀頼に引き続き仕え、大坂の陣でも豊臣方に属し、慶長19年（1614年）10月には堺に出陣している。大坂城に籠城するも、合戦を生き残り、京都で出家して云庵と名乗る。
その後、細川忠興や加藤嘉明らの嘆願により、幕府から助命された。以降は細川氏に仕え、1,000石を給されて、元和9年（1623年）から中津城の留守居役を務めた。
正保3年（1646年）1月20日、死去した。『蜂須賀家家臣成立書并系図』によると、子孫は阿波徳島藩に仕えたとされる。